# V4641 Sagittarii
| V4641 Sagittarii                                | V4641 Sagittarii |
| ----------------------------------------------- | --- |
| Grafische Darstellung eines Röntgendoppelsterns | |
| Position Epoche: J2000.0 Äquinoktium: J2000.0   | |
| Sternbild                                       | Schütze |
| Rektaszension                                   | 18h 19m 21,6s |
| Deklination                                     | −25° 24′ 26″ |
| Doppelstern-System                              | |
| Typ                                             | Massearmer Röntgendoppelstern, Mikroquasar                                                                                |
| Entfernung                                      | > 3 kpc |
| Umlaufperiode                                   | 2,817 d |
| Optische / stellare Komponente                  | |
| Scheinbare Helligkeit (V-Band)                  | veränderlich, ca. 13,8 mag im Ruhestadium, regelmäßige optische Ausbrüche bis 11 mag, Nova-Ausbruch im Jahr 1999: 8,8 mag |
| Spektralklasse                                  | B9 III |
| Masse                                           | 6,5+1,6−1,0 M☉ |
| Radius                                          | ca. 7,47+0,53−0,47 M☉ |
| Kompakte Komponente                             | |
| Typ                                             | Schwarzes Loch |
| Masse                                           | 9,6+2,1−0,9 M☉ |
| Geschichte und andere Bezeichnungen             | |
| Entdeckung                                      | optisch, als irregulärer Veränderlicher: Goranskij, Juni 1978 als Röntgenquelle: Februar 1999                             |
| Bezeichnungen                                   | V4641 Sagittarii • XTE J1819-254 • INTREF 898 • SAX J1819.3-2525 • GSC 06848-03786 • 2MASS J18192163-2524258              |

V4641 Sagittarii, kurz V4641 Sgr, ist ein Mikroquasar im Sternbild Schütze, der ein Schwarzes Loch von etwa zehn Sonnenmassen enthält.

## Geschichte
Entdeckt wurde dieses aus einem Stern und einer kompakten Komponente bestehende Duo am 15. September 1999, nachdem durch den Satelliten BeppoSAX ein Röntgenstrahlenausbruch beobachtet worden war. Berechnungen ergaben für die kompakte, nicht direkt beobachtbare Komponente eine Masse von ca. zehn Sonnenmassen. Dieser Wert liegt weit oberhalb der Grenze für einen stabilen Neutronenstern von ca. fünf Sonnenmassen. Daher kommt nur ein Schwarzes Loch in Frage.
Die Entfernung von V4641 Sagittarii ist nicht genau bekannt. Frühere Abschätzungen von ca. 0,5 kpc, die das Objekt zum nächsten bekannten Schwarzen Loch gemacht hätten, erwiesen sich als deutlich zu niedrig.
Der Name folgt den Regeln zur Benennung veränderlicher Sterne und besagt, dass V4641 Sagittarii der 4641. veränderliche Stern ist, der im Sternbild Schütze entdeckt wurde.